# یواس‌اس اشمیت (دی‌ئی-۶۷۶)
یواس‌اس اشمیت (دی‌ئی-۶۷۶) (به انگلیسی: USS Schmitt (DE-676)) یک کشتی بود که طول آن ۳۰۶ فوت (۹۳ متر) بود. این کشتی در سال ۱۹۴۳ ساخته شد.